# Grizzly Man
O Homem Urso (Grizzly Man) é um documentário do diretor de cinema alemão Werner Herzog. O filme fala sobre a vida e a morte do ambientalista e amante dos ursos Timothy Treadwell.
O autor do documentário, o cineasta alemão Werner Herzog finaliza seu documentário com considerações filosóficas a respeito do que se esperar dos animais. Atribui a Timothy Treadwell uma atitude ingênua ao acreditar ser possível uma interação harmoniosa entre humanos e predadores, emulando o paraíso bíblico. Os interessados no assunto afirmam que os ursos aos quais Treadwell costumava "visitar" nos 13 períodos anuais em que passou no Alasca até ser morto, juntamente com sua namorada e parcialmente devorados pelos ursos, já haviam hibernado, de modo que apareceram no local próximo ao acampamento outros animais que não "conheciam" Treadwell, e que era final de temporada e o alimento já começara a escassear, razão pela qual houve o ataque. 